# Воронино (Плюсский район)
Воронино — деревня в Плюсском районе Псковской области России. Входит в состав Лядской волости.
Расположена на берегу реки Дряжна (притоке Плюссы), в 35 км к западу от райцентра Плюсса, в 13 км к югу от волостного центра Ляды и в 5 км к юго-востоку от деревни Лосицы.

## Население
Численность населения деревни на 2000 год составляла 19 человек, по переписи 2002 года — 14 человек.

## История
До 1 января 2006 года деревня входила в состав ныне упразднённой Лосицкой волости.